# Sam Farha
 (juin 2025).
Ihsan (Sam) Farha (né à Beyrouth au Liban en 1959) est un joueur de poker professionnel installé à Houston au Texas. Il est connu pour avoir fini second du Main Event des WSOP 2003, et pour avoir remporté 3 bracelets WSOP.

## Premières années
Farha a déménagé aux États-Unis lorsqu'il était adolescent, après que la guerre civile libanaise eut commencé. Il s'installe à Wichita, au Kansas, en 1977, et étudie à l'Université du Kansas. Il obtient un diplôme en administration des affaires et déménage à Houston, au Texas, pour travailler avec son frère. Farha commence à jouer au poker à Houston, quitte son emploi en 1990 pour se consacrer au poker à temps plein. 

## Main event des WSOP 2003
Le plus grand résultat de Farha en tournoi a été le Main Event des World Series of Poker en 2003, où il termine deuxième derrière Chris Moneymaker et remporte 1,3 million de dollars. 
Au deuxième jour de jeu, Farha perd un gros pot contre Barry Greenstein, il ne lui reste alors que 10% du tapis moyen. Il envisageait de partir à ce moment-là et Greenstein l'a convaincu de rester dans le tournoi. 
Lors du heads-up final contre Moneymaker, il fait tapis avec J♥ 10♦ sur un flop J♠ 5♠ 4♣, et il est payé par Moneymaker qui a 5♦ 4♠ pour une double-paire floppée. 

## Bracelets aux World Series of Poker
| Année | Tournoi                                     | Gain (US$) |
| ----- | ------------------------------------------- | ---------- |
| 1996  | 2 500 $ Pot Limit Omaha                     | 145 000 $  |
| 2006  | 5 000 $ Limit Omaha 8 or Better             | 398 560 $  |
| 2010  | 10 000 $ World Championship Limit Omaha 8/B | 488 241 $  |

## Télévision
Sam apparait dans les 4 premières saisons de l'émission High Stakes Poker.